# Müllheim (Turgòvia)
Müllheim és un municipi del cantó de Turgòvia (Suïssa), situat al districte de Steckborn.